# 사야디예
사야디예(아랍어: صيادية)는 쿠민과 기타 향신료, 튀긴 양파로 만든 중동의 양념 생선 쌀 요리이다. 향신료 혼합물은 아랍어로 바하라트라고 불리며, 조리법은 요리사마다 다르지만 캐러웨이, 계피, 쿠민, 고수 (식물)를 포함할 수 있다.
역사적으로 사야디예는 시리아와 레바논의 지중해 연안에서 유래한 어부들의 식사였지만, 현재는 중동 전역에서 찾아볼 수 있다. 이 요리에는 여러 변형이 존재하지만, 대부분의 변형에는 튀긴 양파로 만든 소스가 포함된다. 캐러멜화 정도에 따라 소스는 연한 갈색부터 진한 검은색까지 다양하며, 강하고 매콤한 맛이 난다. 쌀은 종종 캐러멜화된 양파와 함께 조리하여 색을 낸다. 이 요리는 다양한 생선으로 만들 수 있지만, 보통 해덕대구나 대구와 같이 단단하고 흰 살 생선이 선호된다. 생선 전체가 사용되며, 생선 머리와 뼈는 종종 육수를 만들고 쌀과 소스에 맛을 내는 데 사용된다. 이 요리는 얇게 썬 아몬드와 구운 잣, 그리고 튀긴 양파로 장식된다.

## 같이 보기
- 생선 요리 목록
- 쌀 요리 목록